# Laura Mañá Alvarenga
Laura Mañá i Alvarenga (Barcelona, 12 de gener de 1968) és una actriu, guionista i directora de cinema catalana. L'any 2005 va ésser nominada al Premi Butaca per la seva pel·lícula Morir a San Hilario. L'any 2012 la pel·lícula que havia dirigit, Clara Campoamor, la dona oblidada, va ser nominada als IV Premis Gaudí de l'Acadèmia del Cinema Català per al Gaudí a la millor pel·lícula per televisió.

## Filmografia
Com a directora i guionista
- Frederica Montseny, la dona que parla (direcció), 2021.[3]
- Concepción Arenal. La visitadora de cárceles (preproducció), 2012 - amb Rafa Russo, Blanca Portillo, Diana Gómez i Candela Fernández.
- Clara Campoamor, la dona oblidada (TV), 2011 - amb Elvira Mínguez, Antonio de la Torre Martín, Yolanda García Serrano i Rafa Russo.
- La vida comença avui, 2010 - amb Pilar Bardem, Rosa Maria Sardà, Lluís Marco, María Barranco, Montserrat Salvador i Sílvia Sabaté
- Ni dios, ni patrón, ni marido, 2009 - amb Daniel Fanego, Esther Goris i Joaquín Furriel
- Morir a San Hilario, 2005 - amb Lluís Homar, Ana Fernández, Ferran Rañé, i Juan Echanove
- Palabras encadenadas, 2003 - amb Darío Grandinetti, Goya Toledo, i Fernando Guillén
- Sexo por compasión, 2000 - amb Elisabeth Margoni, Álex Angulo, Pilar Bardem, i José Sancho
- Paraules, 1997 (curtmetratge) - amb Pep Molina, Joan Crosas, Susana Herrero, i Albert Trifol

Com a actriu
- Cinema:
  - Entre viure i somiar (2004)
  - Romasanta (2004), de Paco Plaza
  - Trece campanadas (2002), de Xavier Villaverde
  - Nowhere (2002)
  - Stand-by (2000)
  - Cambio de rumbo (1998)
  - Dobermann (1997)
  - Libertarias (1996), de Vicente Aranda
  - 75 centilitres de prière (1995)
  - Pizza Arrabbiata (1995)
  - Nadie hablará de nosotras cuando hayamos muerto (1995), d'Agustín Díaz Yanes
  - La teta i la lluna (1994), de Bigas Luna
  - La pasión turca (1994), de Vicente Aranda
  - Ni un pam de net (1993)
  - Un plaer indescriptible (1992), d'Ignasi P. Ferré
  - Los mares del sur (1992), de Manuel Esteban
  - Manila (1991), d'Antonio Chavarrías
  - L'afer Lolita (1991)
- Televisió:
  - "Strangers" (1 episodi, 1996)
  - "Periodistas" (1 episodi, 1998)
  - "Ellas son así" (1 episodi, 1999)
  - "Mediterráneo" (7 episodis, 2000)
  - "Robles, investigador" (1 episodi, 2001)
  - "Cuéntame" (1 episodi, 2004)
  - "De moda" (1 episodi, 2004)
  - "Abuela de verano" (13 episodis, 2005)
  - "Hospital Central" (6 episodis, 2006)
  - "La Via Augusta" (7 episodis, 2007)
  - Pacient 33 (2008)
  - "Allò era vida!" (2 episodis, 2009)